# 물병자리 99
물병자리 99는 황도적도 근처 물병자리 방향에 있는 항성이다. ‘99’는 플램스티드 명명법에 따라 붙인 기호이다. 바이어 명명법으로는 물병자리 b2로 표기한다.
겉보기 등급은 4.37로 맨눈으로 볼 수 있고 시차 자료에 따르면 물병자리 99까지의 거리는 약 283광년이다.
분광형은 K4 III로 항성진화 단계에서 거성에 해당된다. 이 별은 변광성 의심 천체이기도 한데 밝기가 4.35부터 4.45 사이에서 요동친다. 각지름은 3.55 ± 0.21 밀리초각으로 물병자리 99까지의 거리로 별의 크기를 재면 우리 태양의 약 33배가 나온다. 항성 대기의 온도는 3980 켈빈으로 우리 눈에는 오렌지색으로 빛나는 것처럼 보인다.
미국 천문학자 낸시 로먼은 물병자리 99가 큰곰자리 운동성군의 일원일 가능성이 있다고 주장한 바 있으나 정확한 구성원 여부는 현재 검증되지 않았다.